# Zuozhuan

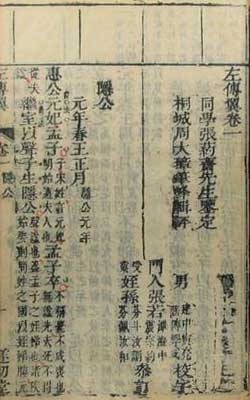
Ausschnitt aus dem Zuozhuan

Das Zuozhuan (chinesisch 左傳 / 左传, Pinyin Zuǒ Zhuàn, W.-G. Tso Chuan) oder Chunqiu Zuozhuan (春秋左傳 / 春秋左传,  Chūnqiū Zuǒ Zhuàn – „Überlieferung des Zuo zur Zeit der Frühling-und-Herbstperiode“) ist das früheste chinesische Werk narrativer Geschichte und umfasst die Zeit von 722 bis 468 vor unserer Zeit. Traditionell wurde es Zuo Qiuming zugeschrieben, als Kommentar zu den Frühlings- und Herbstannalen, obwohl es viele Gelehrte für ein unabhängiges Werk halten, das chronologisch mit den Annalen korrespondierte und damit zusammengefügt wurde. 
Die angesehensten modernen Gelehrten, wie Yang Bojun (楊伯峻 / 杨伯峻), halten das Werk für während der Zeit der Streitenden Reiche kompiliert, und halten es für nicht später als 389 v. Chr. verfasst. 
Es ist eine der wichtigsten Quellen für das Verständnis der Geschichte der Frühlings- und Herbstperiode. 
Das Buch enthält auch die früheste Erwähnung des Brettspieles Go im Abschnitt ‚25. Jahr von Herzog Xiang von Lu‘, was nach gregorianischem Kalender auf das Jahr 548 v. Chr. fällt.
Mit seiner lebendigen und konzisen Sprache ist das Zuozhuan auch ein Juwel der klassischen chinesischen Prosa. Dieses Werk wurde zusammen mit dem Shiji von vielen Generationen von Prosastilisten des alten China als ultimatives Vorbild angesehen. 
Klassische westliche Übersetzungen stammen von dem britischen Missionar und Sinologen James Legge (in: The Chinese Classics) und von dem französischen Missionar und Sinologen Séraphin Couvreur (frz. Tch’ouen ts’ieou et Tso tschuan). Eine moderne Auswahl hat Burton Watson besorgt.